# Diecezja Adoor-Kadampanad
Diecezja Adoor-Kadampanad – diecezja Malankarskiego Kościoła Ortodoksyjnego z siedzibą w Adoor w stanie Kerala w Indiach.
Została erygowana 15 sierpnia 2010 poprzez wydzielenie części terenu z diecezji Kollam.